# Deltentosteus collonianus
Il ghiozzetto dentato (Deltentosteus collonianus) è un pesciolino di mare appartenente alla famiglia Gobiidae.

## Distribuzione e habitat
Vive nel mar Mediterraneo occidentale e nell'Oceano Atlantico contiguo allo Stretto di Gibilterra. È una specie piuttosto rara ovunque. 
Popola fondi erbosi a bassa profondità.

## Descrizione
Molto simile al congenere Deltentosteus quadrimaculatus da cui si può distinguere per:
- bocca grande (supera l'occhio)
- testa molto appuntita coperta di puntini scuri
- pinna caudale con leggera intaccatura centrale
- colore di fondo più rossiccio rispetto al congenere.

Taglia: fino a 7 cm.

## Biologia
Ignota